# Sigmatella
Sigmatella là một chi rêu trong họ Sematophyllaceae.